# 宮城県道136号北仙台停車場線
宮城県道136号北仙台停車場線（みやぎけんどう136ごう きたせんだいていしゃじょうせん）は、宮城県仙台市青葉区の北仙台駅と宮城県道22号仙台泉線（旧国道4号）とを結ぶ一般県道である。全線4車線。

## 路線概要

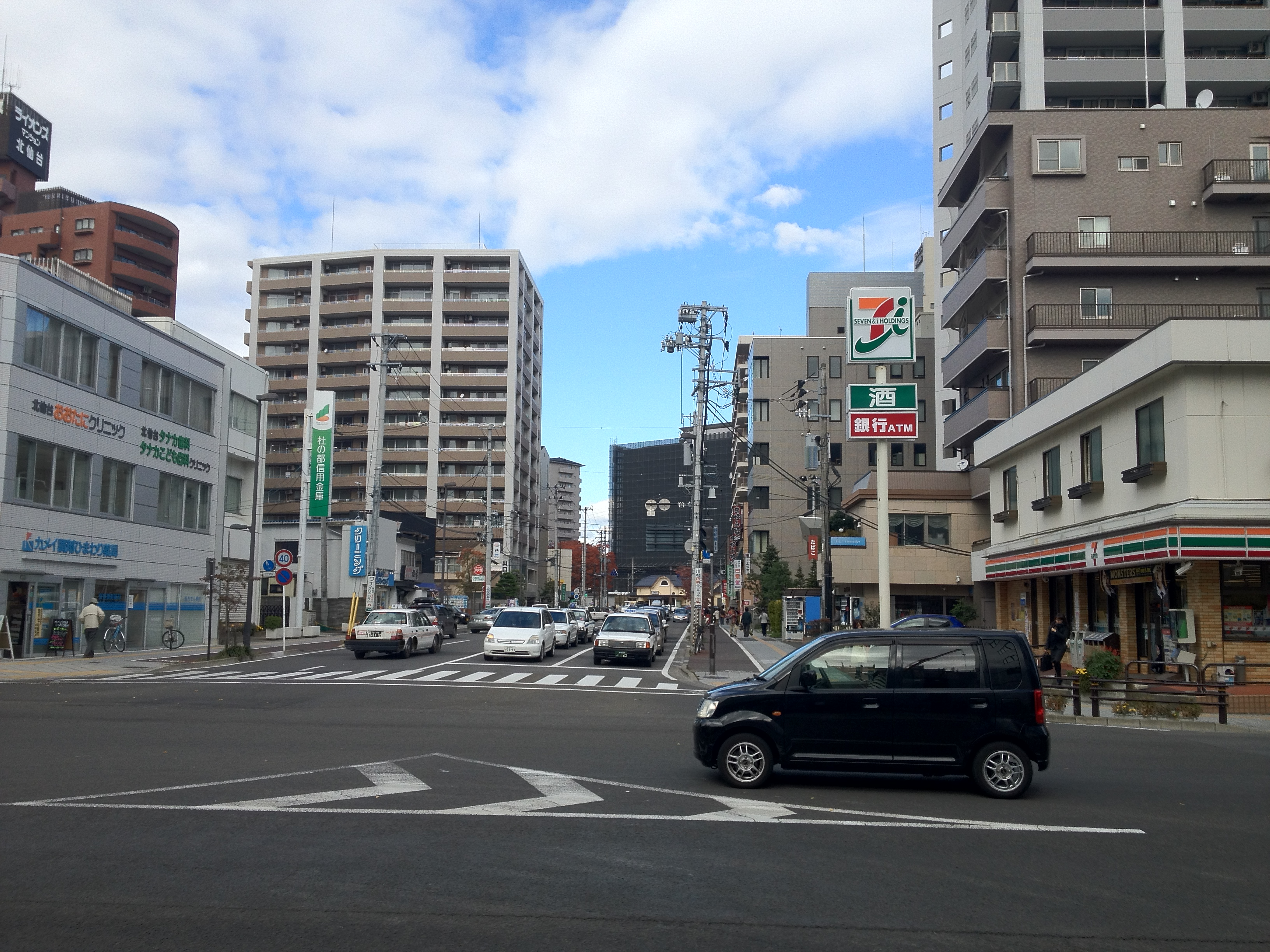
北仙台駅入口交差点より北仙台駅方面をのぞむ

- 実延長：0.2 km
- 起点：北仙台駅
- 終点：仙台市青葉区昭和町
- 車線数:4車線（片側2車線）

## 通過する自治体
- 宮城県
  - 仙台市
    - 青葉区

## 接続する道路
- 宮城県道22号仙台泉線

## 周辺の地理・施設
- 北仙台駅
- 北仙台駅前郵便局